# Hospital de Son Llàtzer
El Hospital Universitario Son Llàtzer es un hospital público de Palma de Mallorca en España. Gestionado por el Servicio de Salud de las Islas Baleares, está ubicado en el Distrito Levante de la ciudad, en el barrio de Son Ferriol. Es el segundo en importancia tras el Hospital Universitario de Son Espases, y cumple también de apoyo a la enseñanza práctica para la formación sanitaria desde el 2001 acreditado por el Ministerio de Sanidad.

## Historia
En 1985, las Islas Baleares contaban con 719.051 habitantes, y Mallorca superaba el medio millón de habitantes, todos con un único centro hospitalario para todas las islas, «Virgen de la Salud» después renombrado como Hospital Son Dureta, construido en 1955. Y, aunque la red sanitaria tenía otros centros como clínicas o centros de salud, eran insuficientes para una atención sanitaria adecuada no solo a nivel primario de atención sanitaria. Por ello, el gobierno de las Islas Baleares planificó la construcción de tres nuevos hospitales, ubicados en los municipios de Palma de Mallorca, Inca y Manacor.
En 1989, con la autorización del Ministerio de Sanidad y Consumo, se decidió construir el segundo hospital de la capital balear al este de la ciudad, futuro Hospital Son Llàtzer o también llamado «Palma II», en unos terrenos cercanos a la carretera C-715. Ese mismo año fue creada una Comisión de Planificación, encargada de elaborar el programa funcional del futuro hospital, aunque las obras no se iniciarían hasta 1996. En 1998, la Consejería de Salud y el Ministerio de Sanidad redactaron un protocolo de colaboración, cuyo artículo 5 señala a Son Llàtzer como un centro con personalidad jurídica propia y autonomía de gestión bajo el modelo considerado como el más idóneo. 
El 9 de junio de 2001, el Consejo de Ministros del gobierno de Aznar, aprueba la constitución de la «Fundación Hospital Son Llàtzer» como fundación privada pero de mando público para gestionar el futuro hospital. La fundación en forma de patronato estará presidida por el director general del Servicio de Salud de Baleares (Insalud) donde también están representados la comunidad autónoma y el ayuntamiento de Palma al amparo de la Ley 30/1994 publicada en el BOE, que permite según el ministerio: «dotar de mayor capacidad y autonomía de gestión a los centros sanitarios públicos, manteniendo íntegramente su carácter público».
El 15 de diciembre del mismo año, Celia Villalobos ministra de Sanidad y Francesc Antich presidente del Gobierno Balear, inauguran oficialmente el hospital con una capacidad de 66 de las 564 camas previstas para los enfermos. Ocupando una superficie de 66.000 metros cuadrados construidos y una inversión final de 10.000 millones de pesetas financiados por los Presupuestos Generales del Estado, la fundación contaría con 12 quirófanos, dos paritorios, 58 consultas médicas, 12 puestos de hospital de día y 24 para diálisis. Estaba previsto un millar de personas para integrarar los recursos humanos del hospital, 100 del hospital Son Dureta, otras 100 de la Fundación Hospital de Manacor, unas 50 de Cruz Roja y del Hospital Sant Joan de Déu de Palma. De esta forma el mapa de hospitales del servicio de salud de Mallorca pasó a dividirse en tres grandes áreas: Hospital Son Dureta «centro de referencia de toda la Isla», Hospital Son Llàtzer y el Hospital de Manacor. El 28 de diciembre, con el real decreto 1478/2001, las fundaciones Hospital Son Llàtzer, Hospital Manacor y de Investigación Son Dureta, pasan a ser gestionadas por el servicio de salud autonómico.
En 2002, tras las transferencias sanitarias del Ministerio de Sanidad y Consumo a la comunidad autónoma, el Hospital Son Llàtzer pasa a depender del Servicio de Salud del Gobierno de las Islas Baleares. Ese mismo año hay obras para duplicar el área de urgencias debido al aumento de la demanda. Durante sus primeros años fue reconocido como un hospital pionero en el uso de los nuevos sistemas informáticos y tecnologías.

## Zona de cobertura
Mallorca está distribuida en cuatro sectores sanitarios: Poniente (Ponent) con el Hospital de Son Espases, Migjorn con el Hospital Son Llàtzer, Levante (Llevant) con el Hospital de Manacor y Tramuntana con el Hospital de Inca. En 2018, el Hospital Son Llàtzer asistía a una población de superior a 250.000 personas pertenecientes a los centros de salud y sus zonas sanitarias:
| Centro de Salud (CS)                           | Barrios que abarca                 | Número de pacientes |
| El Arenal                                      | El Arenal, El Pilarín, La Aranjasa | 13.066              |
| Coll de Rabasa                                 | Coll de Rabasa, Can Pastilla       | 26.497              |
| Emilio Darder                                  | Polígono de Levante, La Soledad    | 19.943              |
| Esc. Graduada                                  | La Calatrava, Foners               | 24.640              |
| Pedro Garau                                    | Pedro Garau                        | 25.972              |
| El Rafal Nuevo                                 | El Rafal Nuevo, El Vivero          | 27.379              |
| Son Ferriol                                    | Son Ferriol, Sant Jordi            | 12.602              |
| Son Gotleu                                     | Son Gotleu, Can Capes              | 23.808              |
| Fuente : Memoria del Hospital Son Llàtzer 2008 | Total                              | 173.907             |

| Centro de Salud (CS)                           | Localidades que abarca                        | Número de pacientes |
| Es Trencadors                                  | El Arenal, Bahía Grande                       | 19.296              |
| Migjorn                                        | Llucmajor, Algaida, Randa, Pina               | 16.377              |
| Martí Serra                                    | Puente de Inca, La Cabaneta, Pórtol           | 17.662              |
| Muntanya                                       | Marrachí                                      | 10.358              |
| Santa María                                    | Santa María del Camino, Buñola, Santa Eugenia | 12.965              |
| Serra Nord                                     | Sóller, Fornaluch, Deyá                       | 12.138              |
| Fuente : Memoria del Hospital Son Llàtzer 2008 | Total                                         | 88.806              |

## Cartera de servicios

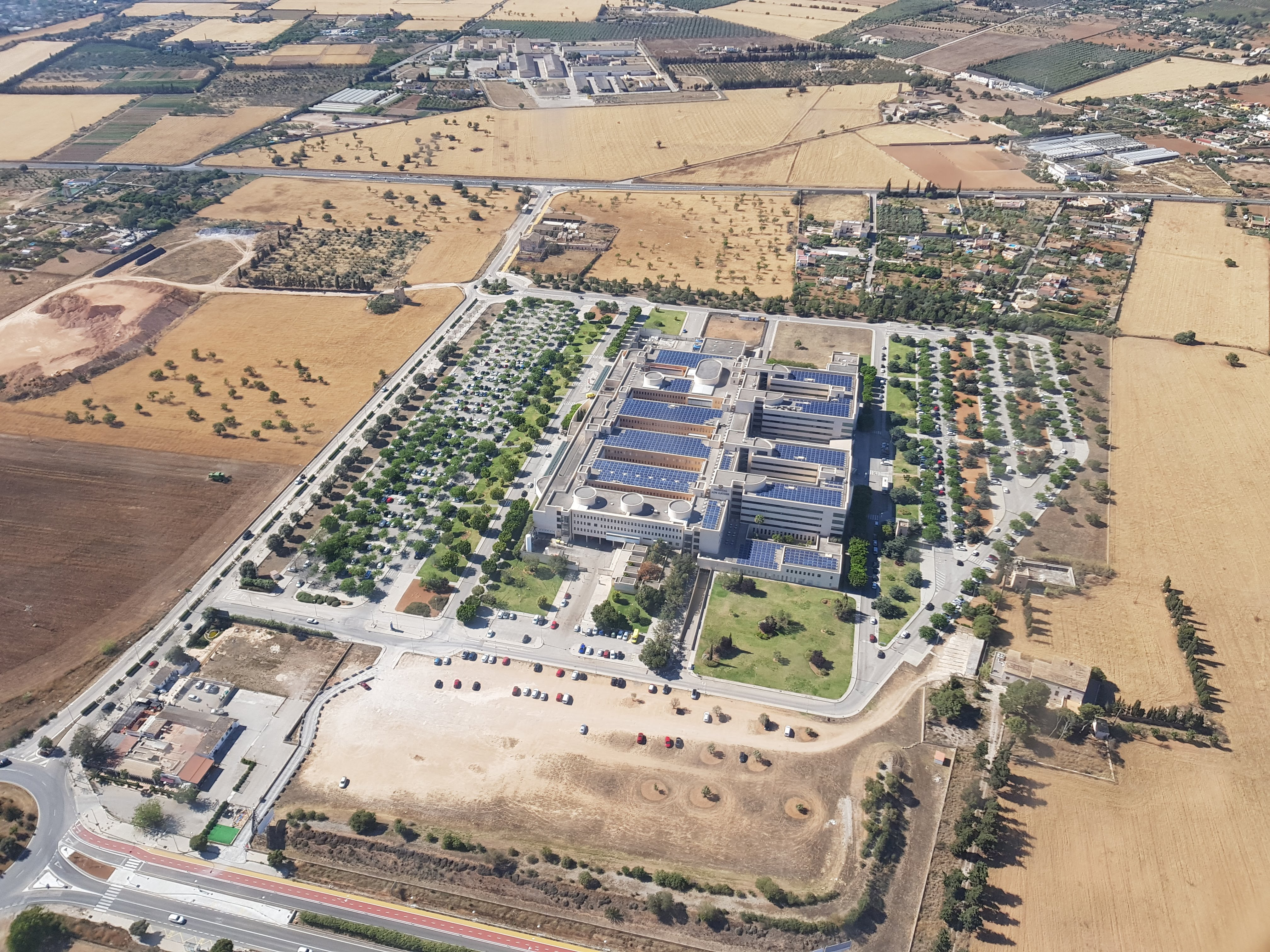
Vista aérea del hospital Son Llàtzer en 2019.

### Área Aparato locomotor
- Unidad de Traumatología y Ortopedia
- Unidad de Reumatología
- Unidad de Rehabilitación

### Área de Críticos
- Unidad de Anestesia y Reanimación
- Unidad de Medicina Intensiva
- Unidad de Urgencias

### Área Materno-Infantil
- Unidad de Pediatría
- Unidad de Ginecología (Salud de la mujer)
- Unidad de Obstetricia (Salud Reproductiva)

### Área Médica
- Unidad de Cardiología
- Unidad de Dermatología
- Unidad de Digestivo
- Unidad de Endocrinología
- Unidad de Medicina Interna
- Unidad de Nefrologia
- Unidad de Neumología
- Unidad de Neurología
- Unidad de Oncología
- Unidad de Salud Mental

### Área quirúrgica
- Unidad de Cirugía General
- Unidad de Oftalmología
- Unidad de Otorrinolaringología
- Unidad de Urología

### Servicios centrales
- Unidad de Anatomía Patológica
- Unidad de Epidemiología y Control de infecciones
- Unidad de Farmacia Clínica
- Unidad de Hematología
- Unidad de Radiodiagnóstico

## Organigrama
El hospital está gestionado por un comité de dirección formado por un Director Gerente, apoyados por un Director Asistencial, una Directora de Enfermería y un Director de Gestión, estos a su vez apoyados por subdirectores.

## Accesos
Se puede llegar al hospital mediante la Vía de cintura por la salida 3 o por la rotonda 4 de la Ma-15. También es posible acceder al centro sanitario en los autobuses de la Empresa Municipal de Transportes de Palma de Mallorca (EMT). Las líneas que prestan servicio al hospital son la línea 14 (Son Ferriol) las líneas 27 y 28 (Son Llàtzer circular), la línea 32 (El Arenal) y la línea 34 (Son Espases)